# Isménia do Frederico
Isménia do Frederico, född 15 juni 1971, är en friidrottare från Kap Verde. Hon deltog vid olympiska sommarspelen 1996 och olympiska sommarspelen 2000.